# Tangle Creek
Tangle Creek,  Tangle Creek Falls, vodopad pletenica jedan je od turista najposećenijih vodopad u nacionalnom parku Džasper, Alberta, na kanadskim Stenovitim planinama.

## Opis
Nalazi se u Nacionalnom parku Džasper u kanadskim Stenovitim planinama, na zapadnim stranama планине Tangle Hill 7,47 km severno od turističkog centra Kolambia glečeri i oko 100 km južno od Džaspera.
Voda sa ovog vodopada, visokog 114 fita, razliva se u vidu pletenice i kaskadno pada preko tri terase, širine 14, 18 i 13 fita. Potom se nakon kraćeg toka ispod magistralnog puta, uliva u reku Sunwapta (Sunwapta River), jednu od pritoka reke Atabaska.

## Atraktivnost
Ovaj vodopad  je jedna od najčešće fotografisanih vodopada u Ledenom parku na Stenovitim planinama, između Džaspera i Banfa. Razlog tome je ne samo lepota slapova već i zbog njegovog jednostavanog pristupa za obilazak, jer se nalazi uz sam magistralni put. Sa parking nasuprot vodopada turistima je omogućen ne samo prelep podgled već i velika scenska atraktivnost za njohove fotoaprate i kamere.

## Spoljašnje veze
- Jasper National Park of Canada
- Jasper National Park Map of Icefields Parkway